# Rhea Ripley
Demi Bennett (Adelaide, 1996. október 11. –) ausztrál profi birkózó. 2017-ben szerződött a WWE-hez ahol a Raw brand-en lép fel Rhea Ripley néven, egyszeres RAW női és kétszeres női világbajnok Első világbajnoki regnálása 380 nappal Bayley-vel holtversenyben a leghosszabb a bajnoki cím történetében. 
Miután 2013 óta valódi nevén szerepelt Indy adásokon, Ripley csatlakozott a WWE-hez, és részt vett az induló Mae Young Classic 2017-ben. Miután bejutott a 2018-as verseny elődöntőjébe, az NXT UK eredeti névsorának tagja volt, és 2018 augusztusában az NXT UK első női bajnoka lett. Miután 2019-től 2021-ig szerepelt az NXT brand-en, aminek során megnyerte az NXT női bajnoki címet, és a brand első tagja lett, aki megvédte az NXT címet a WrestleManián, a WWE legnagyobb eseményén, később a RAW brand draft-olta, ahol csatlakozott a Judgement Day-hez.
Az NXT UK Women's Championship és az NXT Women's Championship mellett egykori egyszeres Raw Women's Champion és egykori WWE Women's Tag Team bajnok (Nikki ASH csapattársaként). Miután 2023 áprilisában megnyerte a SmackDown női bajnoki címet – amelyet júniusban női világbajnoki címre neveztek át –, ő lett a hetedik WWE női Triple Crown bajnok és az ötödik WWE női Grand Slam bajnok, valamint az egyetlen birkózó, aki mind az öt bajnoki címet birtokolta. Ő az első női ausztrál bajnok a WWE történetében. Ripley volt a 2023-as női Royal Rumble győztese, ő lett a negyedik birkózó, és az első nő, aki első bejövő ként nyert Royal Rumble-mérkőzést.

## Fiatal kora
1996. Október 11-én született Adelaide-ben, Ausztráliában. Anyai ágról olasz leszármazott. Glenelgben nőtt fel, tinédzser kora alatt a Henley Középiskolába járt.

## Profi birkózó karrier

### Az Indy-ben (2013-2017)
Bennett 2013-ban kezdett el birkózni a Riot City Wrestling szervezetében. Több évet is eltöltött a cégnél, ami idő alatt kétszeres RCW Női bajnokká vált. 2014 május 24-én debütált a New Horizon Pro Wrestling-ben a Global Conflict Tournament-ben. Az első körben vereséget szenvedett Mercedes Martineztől. Garry Schmidt partnere ként később visszatért a céghez egy Four Way Mixed Tag Team match kereteiben. 6 hónappal később részese volt a NHPW Final Chapter eseménynek, ahol egy Four Way meccset vívott Madison Eagles, Evie és Saraya Knight ellen a gazdátlan IndyGurlz Ausztrál bajnoki címért, de nem sikerült megnyernie az övet.
2014. Június 14-én debütált a Melbourne City Wrestling-ben, ahol az RCW női bajnoki címét védte meg egy Three Way meccsen Savannah Summers és Toni Storm ellen. 
2017. Április 22-én Bennett megvívta az utolsó RCW-s mérkőzését, ahol megvédte a bajnoki címét Kellyanne ellen.

### WWE

#### Mae Young Classic (2017-2018)
2017-ben Bennett a WWE-hez igazolt, és be lett jelentve, hogy a 2017-es Mae Young Classic tornán részt vesz majd "Rhea Ripley" néven. Miranda Salinas legyőzése után Dakota Kai ellen vereséget szenvedett a második körben. 2017. Október 25-én debütált az NXT-ben TV-s adáson, egy Battle Royal meccsben. Egy új, agresszívabb kinézettel és attitűddel Rhea visszatért a 2018-as Mae Young Classic tornára is. Ezúttal az elődöntőig menetelt, ahol Io Shirai legyőzte őt.

#### Első NXT UK női bajnok (2018-2019)
Kicsivel a 2018-as Mae Young Classic után Rhea az NXT UK brand-hez csatlakozott.
Ripley egy 8 fős tornán vett részt az NXT UK női bajnoki címért, amelyet Xia Brookside, Dakota Kai és Toni Storm legyőzésével megnyert. Ezzel ő vált a WWE történelmének első ausztrál női bajnokává, illetve a második ausztrál bajnokává Buddy Murphy után. A regnálása alatt többek között olyan kihívókat győzött le, mint Isla Dawn és Deonna Purrazzo. 
2019. Január 12-én vesztette el a bajnoki címét Toni Storm ellen, 139 nap után. 2019. Január 27-én #24 bejövő ként részt vett a női Royal Rumble meccsben, ezzel debütálva a Main Roster-en. Az év nagy részét ezután egy Piper Niven elleni rivalizálás töltötte ki. Ripley 2019. Október 5-én vívta a brand-en az utolsó mérkőzését, legyőzve Nina Samuelst.

## Egyéb média
Bennett videó játékok terén a WWE 2K20-ben debütált, mint játszható karakter. Ezek után benne volt a WWE 2K22, 2K23 és Battlegrounds játékokban is. A WWE 2K24 Deluxd Edition cover star-ja volt Bianca Belair mellett, ezzel ől ketten lettek az első nők, akiknek valaha volt egy saját WWE 2K-s cover-jük. Emellett szerepel a Call of Duty: Modern Warfare III-ban is, mint egy megszerezhető karakter a Season 5 Battle Pass-ban a játék WWE-s promóciójának része ként.

## Magánélet
Bennett többször is hangoztatta, hogy kiskorában nagy rajongója volt The Miz pankrátornak. A profi birkózás mellett edzett karatéban, úszásban, rugby-ben, netball-ban és labdarúgásban is. Az Adelaide FC rajongója.
2022 óta profi birkózó kollégájával, Buddy Murphyvel egy párt alkotnak. 2023-ban jegyesekké váltak, majd 1 évre rá, 2024-ben összeházasodtak. 
Bennett többek között olyan együttesek rajongója, mint az Ice Nine Kills, a Falling in Reverse illetve a Motionless in White. A Motionless in White írta (részben) a mostani "Demon In Your Dreams" bevonuló zenéjét, illetve a WrestleMania 40-en elő is adta az együttes a dalt Bennett bevonulásánál.

## Bajnoki címek és eredmények
- CBS Sports
  - Az év feltörekvő szupersztárja (2019).
- ESPN
  - Az év női birkózója (2023).
  - Második hely a legjobb a 30 évnél fiatalabb birkózók listáján 2023-ban.
- New York Post
  - Az év csapata (2023).
- Pro Wrestling Illustrated
  - Az év csapata (2023).
  - Az év meccse (2023).
  - Az év női birkózója (2023).
  - 11. helyezés az év női birkózóinak top 100-as listáján 2020-ban.
  - 1. helyezés az év női birkózóinak top 250-es listáján 2023-ban.
  - 3. helyezés az év női birkózóinak top 250-es listáján 2024-ben.
- Riot City Wrestling
  - RCW Női Bajnok. (2x)
- Sports Illustrated
  - 7. helyezés az év női birkózóinak top 10-es listáján 2019-ben.
  - 2. helyezés az év birkózóinak top 10-es listáján 2023-ban.
- Wrestling Observer Newslatter
  - Női birkózó MVP 2023-ban.
- WWE
  - Raw Női Bajnok. (1x)
  - Női Világbajnok. (2x)
  - NXT UK női bajnok. (1x, legelső)
  - 2023-as női Royal Rumble meccs győztese.
  - NXT UK Női Bajnoki Cím Torna. (2018)
  - Hetedik női Triple Crown bajnok.
  - Ötödik női Grand Slam bajnok.
  - Slammy Award. (3x)
    - Az év meccse. (2024)
    - Az év csapata. (2024)
    - Az év női szupersztárja. (2024)

## Filmográfia
| Év   | Játék neve                       | Szerep     | Megjegyzések                                      |
| ---- | -------------------------------- | ---------- | ------------------------------------------------- |
| 2019 | WWE 2K20                         | Saját maga | Rhea Ripley videójátékokon belüli debütálása.     |
| 2021 | WWE 2K Battlegrounds             | Saját maga |                                                   |
| 2022 | WWE 2K22                         | Saját maga | WWE 2K21 nem létezett, ezért az 1 év kihagyás.    |
| 2023 | WWE 2K23                         | Saját maga |                                                   |
| 2024 | WWE 2K24                         | Saját maga |                                                   |
| 2024 | Call of Duty: Modern Warfare III | Saját maga | Rhea Ripley debütálása nem WWE-s videójátékokban. |

## Fordítás
Ez a szócikk részben vagy egészben  a   Rhea Ripley című angol Wikipédia-szócikk ezen változatának fordításán alapul.  Az eredeti cikk szerkesztőit annak laptörténete sorolja fel. Ez a jelzés csupán a megfogalmazás eredetét és a szerzői jogokat jelzi, nem szolgál a cikkben szereplő információk forrásmegjelöléseként.